# Египетско-ливийская граница
Египетско-ливийская граница — государственная граница между Египтом и Ливией. Протяженность границы составляет 1115 км и простирается от Средиземного моря на севере до пограничного стыка с Суданом на юге.

## Описание
Граница начинается на севере на побережье Средиземного моря в заливе Саллум. Затем она идет по суше примерно на юг через ряд нерегулярных линий, которые часто отклоняются на юго-запад или юго-восток, прежде чем достичь 25-го меридиана восточной долготы. Затем граница следует по этому меридиану на юг до суданского трипоинта на Габаль эль-Увейнат. Только на северном прибрежном участке границы расположены какие-либо крупные населённые пункты, а подавляющая часть границы проходит через отдалённые районы пустыни Сахара, включая Великое песчаное море и Ливийскую пустыню.

## История
Египет получил большую степень автономии при Мухаммеде Али Египетском после окончания Второй турецко-египетской войны (1839—1841). В 1882 году британцы оккупировали Египет, фактически установив протекторат (формально объявленный в 1914 году). Османская империя номинально управляла прибрежными районами, которые в настоящее время являются территорией Ливии, с XVI века, организованными в Османскую Триполитанию, с нечётко определенной границей с Египтом, основанной на османском фирмане 1841 года.
В сентябре 1911 года Италия вторглась в Триполитанию, и в следующем году был подписан договор, по которому османы официально уступили суверенитет над этой территорией. Италия организовала недавно завоеванные регионы в колонии Итальянская Киренаика и Итальянская Триполитания и постепенно начала продвигаться дальше на юг: в 1934 году объединили две территории в Итальянскую Ливию.
Египет получил полную независимость в 1922 году. Участки границы стали предметом спора — в частности, Египет отверг секретный Лондонский договор 1915 года, по которому оазис Джагбуб был передан Итальянской Ливии. Египет и Италия подписали договор 6 декабря 1925 года, который окончательно закрепил границу в её нынешнем положении (хотя Египет официально не ратифицировал договор до 1932—1933 годов). Северный участок границы был более детально определён в 1926—1927 годах, а затем граница была обозначена на местности пограничными столбами. Дальнейшая демаркация на местности произошла в 1937—1938 годах, что привело к некоторым незначительным изменениям. Тем временем Италия, пытаясь контролировать повстанцев Сануситов, построила забор вдоль большей части границы в 1920—1930-х годах.
Во время Североафриканской кампании Второй мировой войны Италия потерпела поражение, её африканские колонии были оккупированы союзными державами, а Ливия была разделена на британскую и французскую зоны оккупации. Позднее, 2 декабря 1951 года, Ливии была предоставлена полная независимость. В этот период Египет время от времени настаивал на изменении границы, заявляя, что она должна сместиться на запад к 24-му меридиану восточной долготы, а Джагбуб и Бардия должны быть включены в состав Египта. От этих претензий, по-видимому, Египет отказался к началу 1950-х годов.
Отношения между двумя государствами с тех пор в основном были на хорошем уровне, однако в 1970-х годах напряжённость возросла, в основном из-за более агрессивной панарабской и антиизраильской внешней политики ливийского правительства Муаммара Каддафи, что привело к короткой войне между двумя странами вдоль их северной границы в 1977 году. После окончания войны отношения оставались напряжёнными, но в основном нормализовались к началу 1990-х годов. Приграничный регион вновь стал предметом беспокойства, поскольку Египет стремится оградить себя от последствий продолжающейся гражданской войны в Ливии.

## Поселения возле границы

### Египта
- Эс-Саллум
- Сиди-Умар
- Сива

### Ливии
- Бардия
- Мусаид
- Джагбуб